# Lynn Styles
Lynn Marie Styles (Dublín, 29 de diciembre de 1988) es una actriz y modelo irlandesa, conocida por interpretar el personaje de Hannah O'Flaherty junto a Zachary Garred en la serie Foreign Exchange. También ha participado en otras series de televisión como No Tears, Fair City y The Elephant Princess.

## Filmografía
| Año  | Película              | Personaje         | Notas               |
| ---- | --------------------- | ----------------- | ------------------- |
| 2002 | No Tears              | Paula Fogarthy    | Cameo               |
| 2004 | Foreign Exchange      | Hannah O'Flaherty | Personaje principal |
| 2005 | Fair City             | Emma Nicholson    | Cameo (2005-2006)   |
| 2009 | The Elephant Princess | Alisha Rogers     | Cameo               |